# Сольцы
Сольцы́ — город (с 1914) в России, административный центр Солецкого муниципального района (округа с 27.03.2020 г.) Новгородской области и Солецкого городского поселения.
Население — 8449 чел. (2021).

## География
Сольцы расположены в 80 км юго-западнее Великого Новгорода на левом берегу реки Шелонь в устье речушки Крутец в местности с многочисленными солёными источниками, которым и обязан город своим названием.
Город расположен на автомобильной дороге Великий Новгород — Порхов — Псков. Имеется железнодорожная станция Сольцы Санкт-Петербург — Витебского отделения Октябрьской железной дороги, лежащая на железнодорожном пути Санкт-Петербург — Дно, по которому поезда следуют из Санкт-Петербурга в Минск, Гомель, Калининград.

## История
В 1239 году одно из поселений-крепостей под названием Городок, что находится в 3 км от Сольцов, заложил князь Александр Невский для защиты новгородских земель от врагов.
Первое упоминание в письменных источниках о Сольцах относится к 1390 году. Новгородская летопись гласит: «В лето 1390 ходили новгородцы с князем Семёном Ольгердовичем… и стали в Сольце…» Одним из основных видов занятий жителей этого населённого пункта в те времена была добыча соли, которая была дорогим и дефицитным товаром, отсюда и произошло название города. Соль выпаривали из многочисленных соляных источников, встречающихся и сейчас в окрестностях Сольцов.
С древнейших времён деревня Сольца, затем слобода и купеческий посад Сольцы был важным перевалочным пунктом на торговом пути из Новгорода во Псков.
В 1471 году войска Великого московского князя Ивана III, шедшие по правому берегу Шелони, переправились через неё неподалёку от Сольцов и разбили войска Новгородской республики. Эта битва вошла в историю под названием Шелонской и сыграла важную роль в присоединении Новгородских земель к единому русскому государству (Московскому княжеству). Сегодня на месте битвы стоит здание церкви Святого апостола Иоанна Богослова.
В декабре 1579 года царь Иван IV Грозный издал указ об организации в Сольце колёсной слободы. Освобождённые от податей мастера-колесники должны были делать колёса и лафеты для пушек. С этого времени на протяжении 200 лет колёсная слобода снабжала своей продукцией русскую армию.
С конца XVIII до начала XX века Сольцы относились к Порховскому уезду Псковской губернии. По мере развития Сольцы из деревни в село, потом в местечко вырастало и его административное значение.
В 1781 году Сольцы были преобразованы в посад с городским управлением. Это произошло в соответствии с указом императрицы Екатерины II от 10 (21) марта 1781 года, в котором говорилось: «… слободу Сольцы… учредить посадом…» (Полное собрание Законов Российской империи, том XXI).
10 (23) мая 1914 года «Высочайше утверждённым положением Совета министров» посад Сольцы был преобразован в город. После начала Первой мировой войны в 1915 году город получил статус города-курорта, так как в одной из своих усадеб купеческая семья Боговских открыла санаторий для раненых офицеров. Позднее, в конце 1920-х годов, на базе санатория был организован бальнеологический и грязевой курорт, который располагал тремя источниками минеральной воды, относящейся к группе северокавказских нарзанов. Воды было достаточно не только для местных нужд, но и для разлива в специальные бутылочки; этим занимался завод минеральных вод, открытый неподалёку.
1 августа 1927 года была образована Ленинградская область, в которую вошли бывшие Новгородская, Псковская, Ленинградская, Череповецкая и Мурманская губернии. С 1 октября 1927 года по новому административному делению Сольцы становятся центром Солецкого района во вновь созданном Новгородском округе Ленинградской области; 23 июля 1930 года деление на округа в СССР было упразднено и Солецкий район оказался подчинённым непосредственно Леноблисполкому. С 5 июля 1944 года Сольцы — районный центр вновь образованной Новгородской области.
Во время Великой Отечественной войны, город стал эпицентром одной из первых успешных контратак сил Красной Армии. 14-го июля город был оккупирован немецкими войсками, но два дня спустя, немцы были выбиты. Хотя сам город был оставлен Красной Армией уже 22 июля, операция смогла выиграть драгоценное время для построения обороны Ленинграда. За период долгих кропотливых и кровопролитных боёв многие здания, в том числе курорт, были разрушены или сожжены. 21 февраля 1944 года город был освобождён войсками Ленинградского фронта в ходе Ленинградско-Новгородской операции.
В послевоенный период Сольцы были заново восстановлены, построены завод «Эллипс», льнозавод, шесть баз строительных организаций, больница, дом культуры, три детских сада, районный узел связи, две средние школы, музыкальная школа, универмаг, благоустроенные жилые дома. Решением Новгородского облисполкома № 27 от 17 января 1975 года близлежащие населённые пункты Муссы, Заречье и центральная усадьба совхоза «Победа» были включены в состав города Сольцы.
Решением коллегии Министерства культуры Российской Федерации город Сольцы отнесён к числу исторических поселений России. Всего в городе насчитывается 55 памятников градостроительства и архитектуры.
Возле города расположен 840-й тяжелобомбардировочный авиационный полк, входящий в состав 37-й воздушной армии стратегического назначения.

## Население
| 1856    | 1897    | 1920    | 1923    | 1926    | 1931    | 1939    | 1959    | 1970    | 1979    |
| ------- | ------- | ------- | ------- | ------- | ------- | ------- | ------- | ------- | ------- |
| 4900    | ↗5500   | ↘5232   | ↘4299   | ↗4300   | ↘3500   | ↗8972   | ↗9082   | ↗9357   | ↗11 672 |
| 1989    | 1992    | 1996    | 1998    | 2001    | 2002    | 2003    | 2005    | 2006    | 2007    |
| ↗11 782 | ↗11 900 | ↗12 800 | ↗12 900 | ↘12 700 | ↘11 264 | ↗11 300 | ↘11 000 | ↘10 800 | ↘10 700 |
| 2009    | 2010    | 2011    | 2012    | 2013    | 2014    | 2015    | 2016    | 2017    | 2018    |
| ↘10 553 | ↘10 086 | ↗10 100 | ↘9563   | ↘9393   | ↘9267   | ↘9221   | ↘9099   | ↘8995   | ↘8803   |
| 2019    | 2020    | 2021    |         |         |         |         |         |         |         |
| ↘8675   | ↘8535   | ↘8449   |         |         |         |         |         |         |         |

На 1 января 2024 года по численности населения город находился на 975-м месте из 1119 городов Российской Федерации.
Численность трудоспособного населения — 7,6 тыс. человек (или 59,6 %), моложе трудоспособного возраста — 2,8 тыс. человек (21,7 %), старше трудоспособного возраста — 2,4 тыс. человек (18,7 %).
Численность официально зарегистрированных безработных на 1 января 2002 года составила 111 человек, уровень безработицы — 1 % к населению в трудоспособном возрасте.
Трудовые ресурсы характеризуются достаточно высокой квалификацией и невысоким уровнем занятости. Возможность привлечения квалифицированной и менее дорогой рабочей силы даёт городу определённые преимущества.
Национальный состав
По итогам переписи населения 2020 года проживали следующие национальности (национальности менее 0,1 % и другое, см. в сноске к строке «Другие»):
| Национальность | Численность, чел. | Доля     |
| -------------- | ----------------- | -------- |
| Русские        | 5822              | 68,91 %  |
| Цыгане         | 96                | 1,14 %   |
| Украинцы       | 83                | 0,98 %   |
| Белорусы       | 45                | 0,53 %   |
| Армяне         | 41                | 0,49 %   |
| Чеченцы        | 29                | 0,34 %   |
| Татары         | 14                | 0,17 %   |
| Таджики        | 12                | 0,14 %   |
| Узбеки         | 10                | 0,12 %   |
| Другие         | 2297              | 27,18 %  |
| Итого          | 8449              | 100,00 % |

## Образование и культура
Город уникален сохранившейся до сих пор исторической застройкой с купеческими особняками и лавками, культовыми зданиями: старообрядческой молельни, деревянной церкви Покрова XVIII века, действующего Ильинского собора, построенного в 1824—1825 годах в стиле классицизма.
Несколько лет ведутся реставрационные работы в Ильинском соборе с целью возвращения храму первоначального облика. В 1999 году на его колокольне был установлен купол массой более 4 т, и собор наконец приобрёл завершённый вид.
В 10 км от Сольцов в деревне Выбити находится родовое имение князей Васильчиковых с живописным парком и многочисленными постройками. Имение — родовая вотчина четырёх поколений князей Васильчиковых. Илларион Васильевич — герой войны 1812 года, член Государственного Совета. Александр Илларионович — русский общественный деятель и писатель, бывший секундантом на дуэли Лермонтова с Мартыновым. Виктор Александрович — военный и государственный деятель, генерал, герой Крымской войны. Борис Александрович — предводитель Новгородского губернского дворянства, министр землеустройства и земледелия в кабинете Столыпина, член Государственного Совета. Природа Солецкого края притягивала к себе многих талантливых людей. Здесь часто бывали на отдыхе писатели М. М. Пришвин, В. Я. Шишков, И. С. Соколов-Микитов, художник К. С. Петров-Водкин, композиторы П. И. Чайковский, Т. Н. Хренников, академик А. П. Карпинский.
Кроме того, что солецкая земля часто видела у себя знаменитостей, она и сама дала миру многих талантливых людей. Среди них наиболее известны имена Ванюкова Константина Яковлевича, поэта, который в 20-е годы печатался в петербургских журналах под псевдонимом «Шелонский», Кушнира Ильи Иосифовича, долгое время исполнявшего обязанности главного архитектора г. Новгорода. Сольцы — прародина Леонида Михайловича Полякова, архитектора (автора проектов Волго-Донского канала, главного входа ВСХВ, гостиницы «Ленинградская», станций метро «Курская»-радиальная, «Калужская», «Арбатская» в Москве, станция метро «Пушкинская» в Ленинграде).
В бывшем доме купца Красикова с 1994 года открыт Центр художественного творчества, где собраны лучшие произведения живописи солецких художников, мастеров декоративно-прикладного искусства. В течение года здесь проведены 46 выставок произведений художников и мастеров Новгородчины. В центре созданы и функционируют любительское объединение духовного пения, студия изобразительного искусства по трём видам деятельности (живопись, лепка, резьба по дереву), кружок ткачества, литературный кружок, лекторий «Основы мировой художественной культуры».
Сегодня учреждения культуры города — Дом культуры, Дом молодёжи, городской досуговый центр, районная библиотека — проводят активную работу по возрождению традиционной народной культуры, развитию самодеятельного художественного творчества, поддержке народных промыслов (плетение из лозы и бересты, изготовление мягкой игрушки, ткачество). В городе открыт филиал Новгородской областной филармонии, благодаря которому в Сольцах в 1999 году состоялось 11 спектаклей и цирковых представлений, 20 концертов артистов из других районов и областей.
Успешно работает в Сольцах детская музыкальная школа, в которой обучаются более 140 детей. Наряду с традиционными отделениями (фортепьянное, струнное, народных инструментов) работают хоровое и хореографическое.
День города ежегодно отмечается в начале августа, главный престольный праздник — 2 августа.
9 мая 2023 года городу было присвоено звание «Город воинской доблести».

## Известные люди

### Уроженцы
- Богданов, Виктор Иванович (1918—1948) — Герой Советского Союза[28].
- Бодров, Геннадий Борисович (1957—1999) — советский и российский фотограф-художник.
- Большов, Сергей Владимирович (1954—2018) — учёный-археолог, доктор исторических наук.
- Молев, Михаил Иванович (1891—1952) — советский военачальник, генерал-лейтенант (1942).